# Campo di Giove
Campo di Giove est une commune de la province de L'Aquila dans la région Abruzzes en Italie.

## Administration
| Période                                  | Période  | Identité          | Étiquette     | Qualité |
| ---------------------------------------- | -------- | ----------------- | ------------- | ------- |
| 28 mai 2002                              | En cours | Vittorio Di Iorio | Centro-Destra |         |
| Les données manquantes sont à compléter. |          |                   |               |         |

### Communes limitrophes
Cansano, Pacentro, Palena (Italie) (CH)